# ストーム (学生生活)

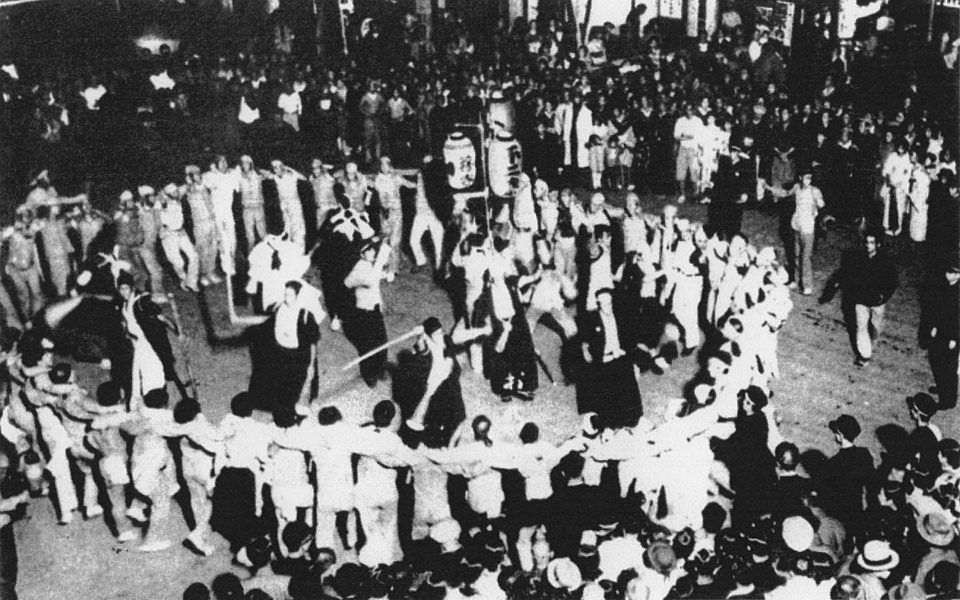
旧制静岡高校の街頭ストーム

ストームは、日本の旧制高等学校や大学予科、旧制専門学校、新制大学などの学生寮などにおいて学生が行う蛮行のこと。バンカラの一種。
「storm」（嵐）を語源とする。ドイツ語読みの「スツルム」や、「ダークマーチ」などの呼称も存在するが、稀である。
「バカ騒ぎ」を基本とし、窓ガラスを叩き割るなどの破壊行為にまで至ることも少なくなかった。歓迎ストーム・返礼ストーム、街に出て気勢を上げる街頭ストーム、巨大な火を焚きそれを囲んで行うファイヤーストーム、夜中に入学の抱負などを言わせ説教のようなものを続ける説教ストームなどもあった。現在でも学生らによって「ストーム」と称する行事が行われる学校がある。無理やり饗宴に他者を巻き込んでいくストームという行事には、「俺たちはこんなに楽しいんだから、お前たちも一緒に楽しもう」といった類の連帯意識が底流にある。

## 旧制学校のストーム
たいていの旧制高校ではストームが行われていた。公式の行事ではないため、また、形が多岐にわたるため、起源の特定は難しい。19世紀終わりから20世紀初頭頃までには、よく知られている形のストームはすでに存在していたとされ、また、1880年代前半頃には、寮2階の住人が床を踏み鳴らし1階の住人は天井をほうきで突くといった行為がよく行われていたという。
旧制高校の学生生活を描いた作品には、夜、学生寮で睡眠中に叩き起こされストームが始まるという場面が描かれていることも少なくない。説教ストームを除き、デカンショ節や寮歌などの歌と踊りが伴うやり方が多く見られる。
真夜中に突如、鍋や太鼓を打ち鳴らし寮歌やデカンショ節などを蛮声で歌いながら、数人から数十人が互いに肩を組んだりして寮の廊下を踏み鳴らし、棒で壁や床を叩き、各部屋で寝ている者を叩き起して回った。ストームの被害にあった者には、布団越しに叩かれた者あり（布団蒸し）、服を剥ぎ取られた者あり、酒を飲まされた者あったと言う。それをはやし立てる者、迎え撃つ者は水を浴びせる場合もある。
学校当局や寮の規則によって、時間帯や、試験期間中、対抗戦前などの期間によってストームを禁止していたり、あるいはストームそのものを禁止したりする場合もあった。しかしそれらは守られないことが多かったという。
戦後すぐの頃には食糧難のため生徒に充分な体力が備わらず、また戦況の悪化により旧制高校生も戦争に動員されたためストームおよび伝統の継承がままならず、ストームも沈静化したが、中には北杜夫（旧制松本高校）のように従来のストームの方法を知る上級生によって活発に行われた場合も多々ある。
新学制への変化、寄宿舎の減少、男女共学により男子生徒の文化であるバンカラの衰退などにより旧制高校以来のストームは一部を除き消え去ってしまった。

## 新制学校のストーム
第二次世界大戦後の学制改革により日本の学校体系は複線型から単線型となり、6・3・3・4制に移行した。

### 大学
新制大学の多くは、旧制大学・旧制高校・大学予科・旧制専門学校・師範学校などを母体として発足した。
- 北海道大学（北海道帝国大学、同大学予科などの後身） - 肩を組んで円陣をつくり歌うストーム。「ストームの歌」として「札幌農学校は蝦夷ヶ島」で始まる歌がある[1][2]。
- 室蘭工業大学（室蘭工業専門学校、北海道帝国大学付属土木専門部の後進）-明徳寮において、毎年6月に行われる赤フン行列と呼ばれる赤フン姿で寮歌を歌うストームのほか、大声で自己紹介をするストームなどがある。
- 鹿児島大学（第七高等学校造士館などの後身） - 芋焼酎をイッキ飲み[3]し自己紹介をするストーム。
- 一橋大学（東京商科大学、同大学予科・専門部の後身） - 寮の新入生が津田塾大学の門を乗り越えて津田塾の寮へ押し掛けるストーム。現在では大学当局公認の行事。また、学内図書館前の池に飛び込む「池落ち」というものがあったが、1995年に禁止の通達が出された[4]。
- 千葉工業大学（旧制千葉工業大学） - 毎年10月に行われる千種寮祭でメインイベントとしてファイアーストームなどが行われるほか、寮歌や応援歌などの伝統歌が歌われる。
- 京都大学 - 現在でも通常、毎年5月、12月に行われる吉田寮祭、熊野寮祭において、放送機の占拠・死守を勝敗条件に吉田・熊野寮間で、陣形やバリケードを組んだり放水を用いたりした激しい攻防が行われる。この模擬攻防戦が終了したのち、乗り込んだ先の寮で親睦を深める飲み会が行われる。その他、寮祭においてファイヤーストームやストームの名はつかないもののストーム的なイベント（集団で仮装をして授業等に乗り込み交流を持つ、など）が伝統的に多々行われている。
- 信州大学 - 修己寮における伝統行事のひとつ。正座して役員会や他の寮生に大声で決められた形式どおりに自己紹介するというもの。ストーム期間中は夜中まで大声が響く[5]。ストームでは声が小さかったり、間違えたり、笑ったりするとやり直しとなる。
- 天理大学 - 男子寮において、説教ストームのほかは特にストームとは呼ばれなかったが、新入生歓迎会後、女子寮の玄関先で整列する女子寮生の前で新入生が自己紹介する「女子寮まわり」、新入生の肝試しとしての「旧寮まわり」「外まわり」が恒例行事として昭和60年代まで行われていた。

### 高校
学園祭などで公式行事としてファイヤーストームが行われる新制高校がある。旧制高校の寮歌を歌う学校については、新制高校が発足するにあたり旧制高校の学生文化・風俗を導入しようとしたのではないかという指摘がある。
- 佐賀県立佐賀西高等学校（佐賀藩講道館の後身） - 公式の学園祭である「西高祭」初日夕刻に旧制佐賀中学以来の歴代校歌、応援歌とかつての卒業生が進んだ全国の旧制高等学校等の寮歌、応援歌を大焚火を囲んで全男子学生が歌う行事が継承されている。男子生徒の熱狂興奮状態が危険であるとし、応援団を主力とするストームリーダーへの終了後の炊き出しおにぎりを用意する女子生徒有志を除き、女子の校内立ち入りを禁止する措置が取られる。3年生有志生徒からなる和装をしたストームリーダーによるスパルタ歌唱指導を通じて新入生は佐賀藩講道館以来の質実剛健の校風を受け継ぐことを伝統としている。その成果として、同窓会である栄城会の年次大会では東京支部であっても旧制佐賀中学の校歌斉唱が行われ、全参加者が淀み無くこれを歌うことができることを誇っている。
- 愛知県立豊橋東高等学校 - 毎年9月に文化祭と体育祭を合わせた学校祭「ひがし祭」が行われるが、体育祭終了後に2年生のストームリーダーと1年生男子により「ファイヤーストーム」が行われる。このファイヤーストームは、東高の長い歴史を誇る、先輩から後輩へと受け継がれてきた伝統行事であり、上半身裸で鉢巻に股下という姿で豊橋二中時代の校歌や東高賛歌などを歌う。体育大会の後に、女子生徒が意中の男子生徒にカルピスを渡して思いを伝える告白文化も、ファイヤーストームとともに受け継がれている。
- 愛知県立時習館高等学校 - 毎年9月に行われる体育祭の後において、男子によって行われる。2024年度以降はフィナーレとして女子生徒にも終盤であるが、男子と共に行事を行うようになった。
- 福岡県立嘉穂高等学校 - 毎年9月に行われる大運動会の終了後に、３年生の男子生徒だけで行われる。ふんどし姿の応援団のかけ声に合わせて、全員で歌い、踊り、叫ぶ。

## 関連文献
- 高橋佐門『旧制高等学校研究　校風・寮歌論編』昭和出版（1978）
- 旧制高等学校資料保存会『旧制高等学校全書　第6巻 生活・教養編 (1)』旧制高等学校資料保存会刊行部、1985年訂正版